# Nederlands Syndicalistisch Vakverbond
Het Nederlandsch Syndicalistisch Vakverbond (NSV) was een in eerste instantie syndicalistische vakbondsorganisatie. Later ontwikkelde de organisatie zich tot een op anarchosyndicalistische principes gestoelde vakbond en sloot deze zich aan bij de Internationale Arbeidersassociatie (IAA/IWA). Het NSV had een eigen blad genaamd De Syndicalist dat tussen 1923 en 1940 wekelijks verscheen.

## Ontstaan
De NSV werd in juni 1923 opgericht na een scheuring in het Nationaal Arbeids-Secretariaat (NAS), dat zich later bij de communistische Rode Vakvereniging Internationale (RVI) aansloot, de vakbondstak van de Comintern. In de begindagen van het NSV waren er moeilijkheden in de organisatie door de aanhoudende relatie tot het NAS. Toen het NAS in 1929 namelijk brak met de RVI, was er een poging om het NAS en het NSV weer te fuseren. Een deel van de NSV was hier niet voor en richtte het Syndicalistisch Verbond van Bedrijfsorganisaties (SVB) op. Toen de fusie tussen het NAS en het NSV toch spaak liep, keerde een deel van het NSV terug en ging samen met de achtergebleven SVB-leden.
Het NSV, dat in 1922 al tot de IAA was toegetreden, nam pas vanaf 1929, duidelijk anarchosyndicalistische standpunten in. Het ledental liep van ongeveer 7500 terug tot rond 3000 in 1929 en ruim 1500 in 1940.
De NSV had naast het reguliere blad De Syndicalist ook nog het theoretische blad Grondslagen, dat van 1932 tot 1935 verscheen. Grondslagen werd gezien als het theoretische orgaan van het NSV en publiceerde theoretische en historische achtergronden van het anarchosyndicalisme. Het blad verscheen in een tijd van sterke economische en politieke crisis. In het buitenland kwamen in Duitsland de Nazi's aan de macht, in Italië de fascisten en de spanningen waren enorm aan het opbouwen in Spanje, waardoor ook aan de Spaanse kwestie veel aandacht besteed werd.
De anarchisten Arthur Lehning en Albert de Jong speelden een belangrijke rol in het Nederlands Syndicalistisch Vakverbond. De Jong was onder andere vertegenwoordiger voor het NSV bij de Internationale Arbeidersassociatie.